# 石井龍
石井 龍（いしい りょう、1976年9月16日 - ）は、日本のCMディレクター、映画監督、実業家。ノースショア株式会社の創業者で代表取締役社長CEO。

## 映画
- 『NO MUSIC, NO LIFE.』（2004年 出演 高野八誠・桃生亜希子・宇梶剛士）

## CM
- モード学園 企業「MODE WAVE」編（2004年 nobodyknows+）
- 武田薬品工業「アリナミンA・EX」（2006年 坂口憲二・田中麗奈）
- JRA 企業「あきらめない」編（2007年 レミオロメン）
- 佐藤製薬「リングルアイビー」（2007年 菊川怜）
- JRA 企業「Touch」編（2008年 平井堅）
- Canon EOS7D（2009年 十文字美信）
- スカパーJ「スカパーHD」（2009年 ペ・ヨンジュン）
- 佐藤製薬「リングルアイビー」（2009年 菊川怜）
- ファミリー引越センター企業（2011年 原口あきまさ）
- 佐藤製薬「リングルアイビー」（2011年 菊川怜）
- ACジャパン「国連WFP」（2012年 知花くらら）
- P&G「PANTENE」（2012年 寺川綾）
- GMOクリック証券「NYで入浴」（2014年 河北麻友子）
- GMOクリック証券「タイでたい焼き」（2014年 河北麻友子）

## PV
- 植村花菜 「キセキ」（2005年）
- 植村花菜 「やさしさに包まれたなら」（2006年）

## メディア
- 「ハリウッドから見た日本のデジタルクリエイター」（TBS・1998年）
- 「10年後をリードする 未来企業」（産業栽培メディア コロンブス・2014年4月号）
- 「いま求められるクリエイターの仕事と役割」（『ブレーン』2014年8月号）[1]
- 「オフィスの内装から経営の本質に迫る」（オフィスwatch・2014年）[2]
- 「2015年注目のクリエイティブチーム」（『ブレーン』2015年1月号）[3]
- 「経営✕オフィス」（『ダイヤモンドオンライン』2015年2月26日号）[4]
- 「常にハードルを上げ合う刺激的な関係 ヤフー✕ノースショア」（『ブレーン』2015年5月号）[5]
- 「麻布十番に常夏のハワイの景色が広がる―ノースショアのオフィス」（『ブレーン』2016年12月号）[6]
- 「オトン”なビジネスマン 第10回」（oton+to 2016年10月14日）[7]
- 「僕がここにクリエイターの楽園を作った理由」（「ASKUL みんなの仕事場」2017年5月25日）[8]
- 「スマホをかざせば面倒な点数計算が瞬時に終わる神アプリ『麻雀カメラ』」（AppBank 2018年6月28日）[9]
- 「スマホをかざすと麻雀の点数表示「麻雀カメラ」--KDDIの画像認識テクノロジを活用」（CNET Japan 2018年7月1日）[10]
- 「麻雀のあがり手をiPhoneで撮影するだけで点数を自動計算してくれるアプリ「麻雀カメラ」レビュー」（Gigazine 2018年7月1日）[11]
- 「広告制作の革命児･ノースショア 石井龍　事業に失敗､手持ち５万円からの再起」（「情熱パーソン GOETHE/ゲーテ」2018年7月11日）[12]
- 「【オフィス探訪】まるでハワイ！ クリエイター集団ノースショアの楽園オフィス」（「情熱パーソン GOETHE/ゲーテ」2018年8月9日）[13]